# Josef Kopta
Josef Kopta (16. června 1894 Libochovice – 3. dubna 1962 Praha) byl český spisovatel a novinář.

## Život
Původním povoláním byl bankovní úředník. V první světové válce vstoupil do československých legií v Rusku. Po návratu z války se věnoval pouze literární činnosti. Byl redaktorem Národního osvobození a Lidových novin. Patřil do skupiny pátečníků, kteří se scházeli ve vile Karla Čapka na Vinohradech.
Zemřel roku 1962 v Praze. Pohřben byl na Šáreckém hřbitově.

## Synové
- Petr Kopta – překladatel a básník
- Pavel Kopta – překladatel a textař

## Dílo

### Poezie
Začal jako básník, jeho skladby byly nevýrazné:
- Cestou k osvobození – 1919
- Nejvěrnější hlas

### Romány

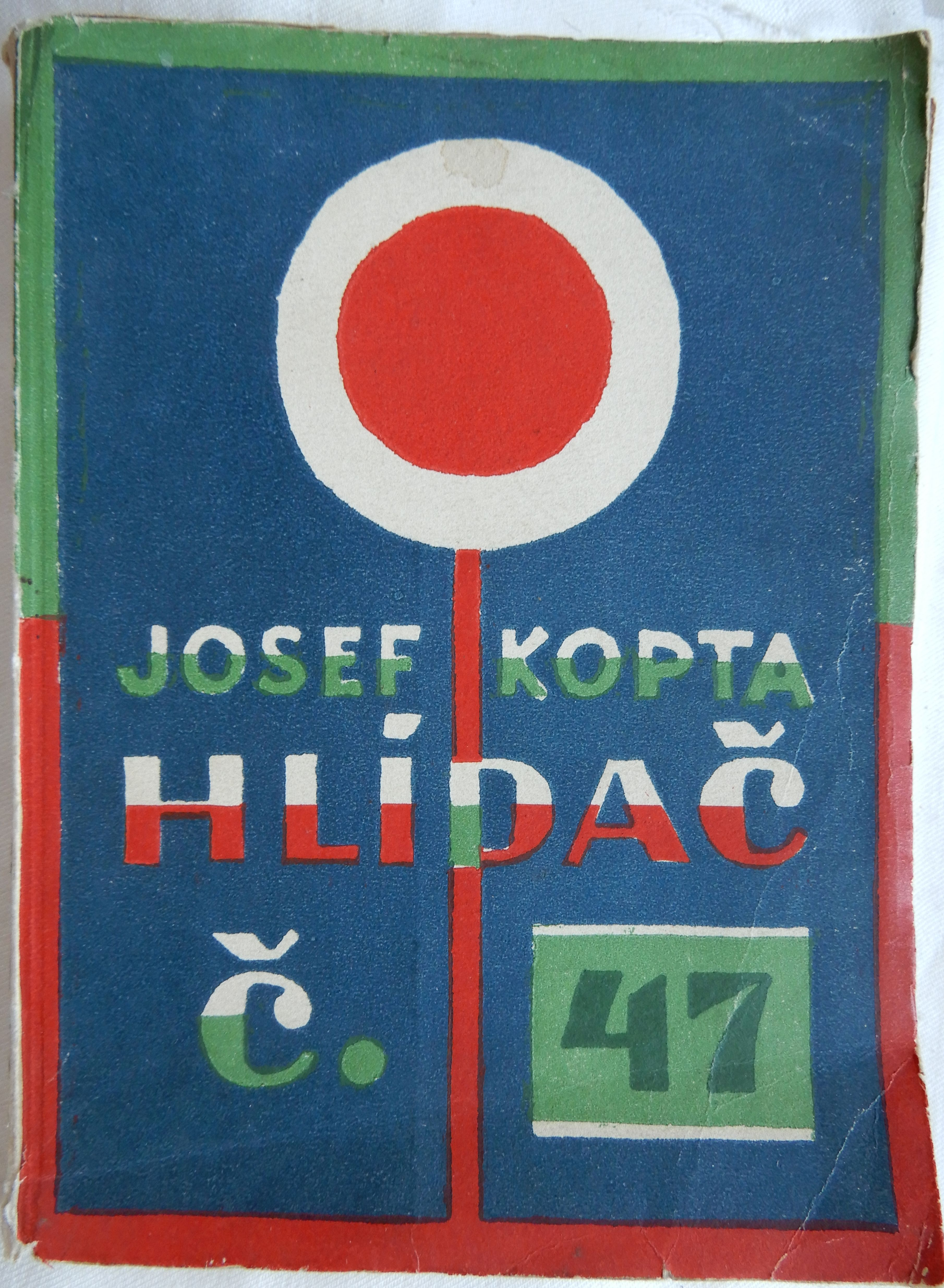
Obálka Josefa Čapka, Praha: Čin, 1926

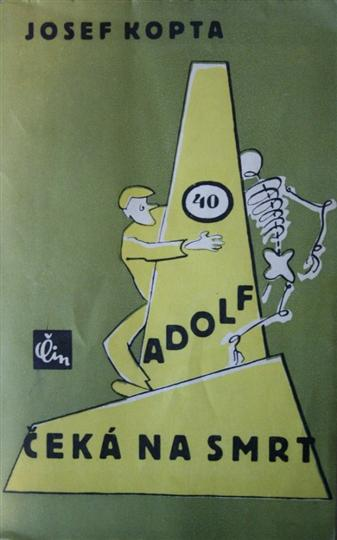
Obálka Josefa Čapka, Praha: Čin, 1933

Po těchto sbírkách začal psát romány, zde Kopta směřuje psychologii svých postav. Byl úspěšnější v povídkách, nebo kratších románech:
- Úsměv nad hrobem ČTENÍ O MILÉM JAPONSKU – 1922
- Třetí rota – 1924 na osudech jedné roty sleduje nejen osudy vojáků, ale i politickou situaci v Rusku po roce 1914.
- Revoluce – 1925
- Pět hříšníků U velryby - 1. vydání 1925, 2. vydání 1930
- Třetí rota na magistrále – 1927, líčí přechod přes Sibiř
- Jak vznikala Třetí rota – 1929
- Třetí rota doma – 1934, o osudech legionářů po návratu do vlasti o střetu jejich ideálů a skutečnosti.
- Hlídač č. 47 – 1926[3], František Douša je traťovým hlídačem. Ve vesnici se šíří klepy, že jeho žena mu je nevěrná s Ferdou (tato domněnka v knize není ani potvrzena ani vyvrácena). Ferda spáchá sebevraždu, ale podle vesničanů byl zavražděn hlídačem. Po deseti letech hlídač dočasně ohluchne. Po návratu sluchu dál hluchotu předstírá a dozvídá se, co si o něm lidi myslí. Zabije ho Ferdův kamarád. Zfilmováno 1937, 1951 a 2008.
- Jejich lidská tvář – 1927
- Cesta do Moskvy – 1928
- Legionářské povídky – 1. díl 1928, 2. díl 1936
- Naše legie v Rusku – 1932
- Modrá linie – 1935
- Zajíc v čepici – 1935
- Heslo Československé legie zmiňuje i „literaturu zaměřenou ryze antisemitsky (novely Žid)“.
- Adolf čeká na smrt – 1933, o soudech obyčejných lidí vyrůstajících i přes nepřízeň osudu k mravní velikosti.
- trilogie Jediné východisko (1930), Červená hvězda (1931), Chléb a vína (1936)
- Modrý námořník
  - Marnotratná pouť – 1936
  - Věčný pramen – 1937
  - Zlatá sopka – 1937
- Hodiny a sen – 1941

Tvorba po druhé světové válce:
- Blázen Kabrnos – 1945
- Láska v pěti podobách –  Melantrich 1946
- Česká kniha a my – 1947
- Kratochvilné děje z naší vlasti: Kraje české – 1952
- Jedináček Damian – 1957
- Kolibří povídky – 1963

Trochu mimo jeho tvorbu stojí jediná komedie, kterou napsal – Nejkrásnější boty na světě – tříaktová hra o jednom ševci, kterak bojoval a vítězil; premiéra v Divadle na Vinohradech 23. 11. 1926 (režie Jaroslav Kvapil, v tit. roli ševce Šestáka Bohuš Zakopal), tiskem 1927.

### Pro děti
- Antonín a kouzelník
- Chytrý Honza z Čech – 1957
- Král Žrout